# Irbésartan
L'irbésartan est un antihypertenseur qui appartient à la famille des antagonistes des récepteurs de l'angiotensine II.

## Pharmacologie
L'irbésartan a une demi-vie plasmatique de 10 à 15 heures, contrairement au losartan et au valsartan qui sont des médicaments de la même classe avec une demi-vie de 6-9 heures et 2-3 heures respectivement. L'irbésartan n'a pas de métabolites actifs et se fixe à 90 % aux protéines.
Le médicament est rapidement absorbé après administration orale et présente une biodisponibilité de 60 à 80 %, alors que le losartan et le valsartan ont une biodisponibilité inférieure à 25 %. Après administration par voie orale, les taux plasmatiques de la substance atteignent un maximum en 2 heures.
Le métabolisme hépatique de l'irbésartan se fait par glucurono-conjugaison et oxydation par le cytochrome P450, isoenzyme 2C9 (CYP2C9). Bien que le métabolisme s'effectue par oxydation par le CYP2C9, la warfarine et la digoxine n'ont aucun effet sur le métabolisme de l'irbésartan.
Les études montrent que l'élimination du médicament, après l'administration de 150 mg d'irbésartan, s'effectue pour 20 % par les reins (urine), le reste via les fèces. Moins de 2% du principe actif, inchangé, est retrouvé dans les urines.

## Indications
- Hypertension artérielle
- Insuffisance rénale chez les diabétiques de type 2 (néphropathie diabétique)
- Dans le syndrome de Marfan, il pourrait ralentir la dilatation de l'aorte[5].

## Effets indésirables
Les principaux effets indésirables sont :
- hypotension artérielle ;
- insuffisance rénale fonctionnelle ;
- hyperkaliémie.

## Contre-indications et grossesse
Les antagonistes des récepteurs de l'angiotensine II sont contre-indiqués pendant toute la durée de la grossesse ainsi que pendant la période d'allaitement. Ces médicaments exposent les fœtus à des malformations craniofaciales et des membres ainsi qu'un défaut d'ossification de la voûte du crâne.